# 国道440号

ごうかく駅
愛媛県上浮穴郡久万高原町
国道440号沿いにある久万高原町営バスの駅。

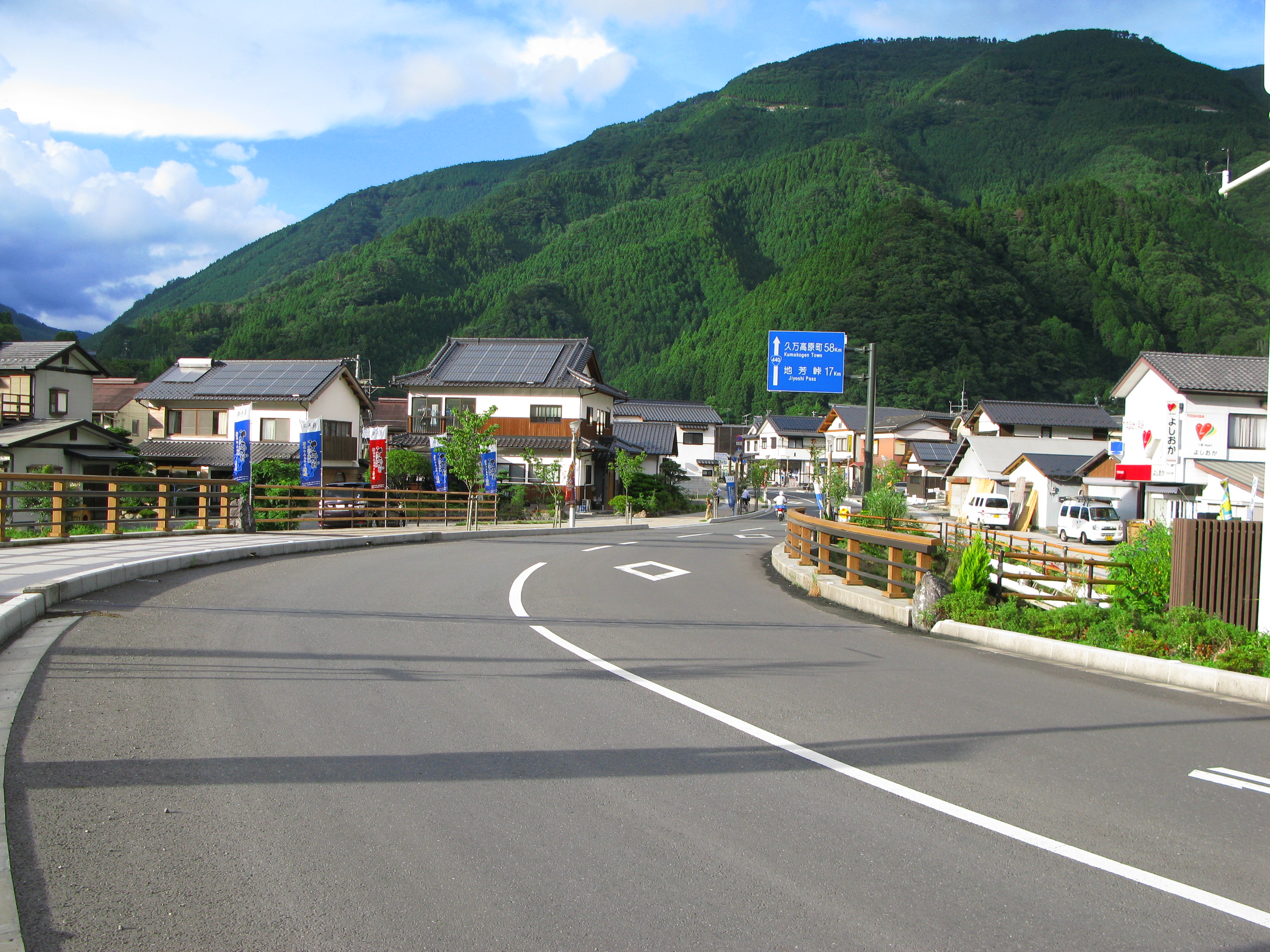
国道440号終点付近（檮原町）

国道440号（こくどう440ごう）は、愛媛県松山市から高知県高岡郡檮原町に至る一般国道である。

## 概要
四国山地の山岳道路であり、狭隘な区間が多かったが、最近は、改良工事が進められ2車線化されているものの、一部1車線の区間がある。国道33号との接続は落出バイパスとしてループ橋と2本のトンネルで結ばれ2003年（平成15年）に開通した。
愛媛県と高知県の県境となる地芳峠を通り四国カルストを縦断し四国山地が一望できるため、季節がいい頃には交通量が増加する。

### 路線データ
一般国道の路線を指定する政令に基づく起終点および重要な経過地は次のとおり。
- 起点：松山市（二番町4丁目7番2[2]、市役所前交差点 = 国道11号・国道33号・国道56号終点、国道317号・国道379号・国道494号起点）
- 終点：高知県高岡郡檮原町（国道197号交点）
- 重要な経過地：愛媛県伊予郡砥部町、同県上浮穴郡久万町[注釈 2]、同郡柳谷村[注釈 2]
- 総延長 : 81.1 km（愛媛県 69.9 km、高知県 11.2 km）重用延長を含む。[3][注釈 3]
- 重用延長 : 44.8 km（愛媛県 44.8 km、高知県 - km）[3][注釈 3]
- 未供用延長 : なし[3][注釈 3]
- 実延長 : 36.2 km（愛媛県 25.1 km、高知県 11.2 km）[3][注釈 3]
  - 現道 : 36.1 km（愛媛県 25.1 km、高知県 11.0 km）[3][注釈 3]
  - 旧道 : 0.1 km（愛媛県 - km、高知県 0.1 km）[3][注釈 3]
  - 新道 : なし[3][注釈 3]
- 指定区間：国道11号、国道33号と重複する区間（愛媛県松山市・市役所前交差点（起点） - 松山市久谷町、上浮穴郡久万高原町東明神 - 柳谷大橋交差点）[2]

## 歴史

### 年表
- 1958年（昭和33年）6月27日 - 愛媛県が一般県道地芳峠落出線（高知県境・上浮穴郡柳谷村大字西谷（地芳峠） - 同村大字大字柳井川字落出、整理番号112）として愛媛県側の区間を県道路線認定[4]
- 1959年（昭和34年）4月20日 - 高知県が一般県道梼原地芳峠線と一般県道地芳峠落出線を路線認定。
- 1971年（昭和46年）6月26日 - 建設省（現・国土交通省）が梼原落出線として主要地方道に指定。
- 1972年（昭和47年）2月29日 - 
  - 愛媛県が主要県道梼原落出線（高知県高岡郡檮原村 - 愛媛県上浮穴郡柳谷村、整理番号1）として県道路線認定[5]し、一般県道地芳峠落出線は廃止[6]。
  - 愛媛県道に路線番号標識が採番され、記念すべき「1号」が採番された[注釈 4]。
- 1982年（昭和57年）
  - 4月1日 - 建設省が一般国道440号（松山市 - 高知県高岡郡檮原町）として指定施行[7]
  - 10月15日 - 愛媛県が県道1号梼原落出線を廃止[8]。
- 2015年（平成27年）4月1日 - 国道33号三坂道路の供用開始に伴って旧道となった愛媛県松山市久谷町から三坂峠を経て同県上浮穴郡久万高原町東明神に至る9.460 kmの国道33号重用区間の管理が国土交通省から愛媛県に移管し、国道440号の単独区間となる[9][10]。

### 工事年表
- 1988年：落出バイパス事業化。
- 1990年：地芳道路事業化[11]。
- 1993年：柳谷拡幅事業化[12]。
- 1997年：地芳道路永野川橋、永野跨道橋、供用開始。
- 2000年：柳谷拡幅一部供用開始。
- 2002年：梼原町拡幅事業化。
- 2003年3月12日：落出バイパス開通。
- 2005年11月6日：地芳道路横野トンネル、西谷橋、供用開始。
- 2007年8月6日：大成バイパス（0.9 km）供用開始[13]。
- 2007年11月4日：梼原町井の谷 - 下本村間（1.6 km）供用開始[11]。
- 2008年7月29日：梼原町まちなか工区（0.78 km）供用開始[14]。
- 2009年3月31日：地芳道路の工事凍結。
- 2009年6月18日：国土交通省四国地方整備局の事業評価監視委員会にて地芳道路の事業継続が妥当との方向が決まる[15]。
- 2010年11月13日：地芳道路全面開通[16]。
- 2012年：「匠が巧みに未来を拓く～住民主導のまちづくり～」で、地芳道路の取り組みが平成24年度国土交通省手づくり郷土賞受賞。

## 路線状況

### バイパス・拡幅事業

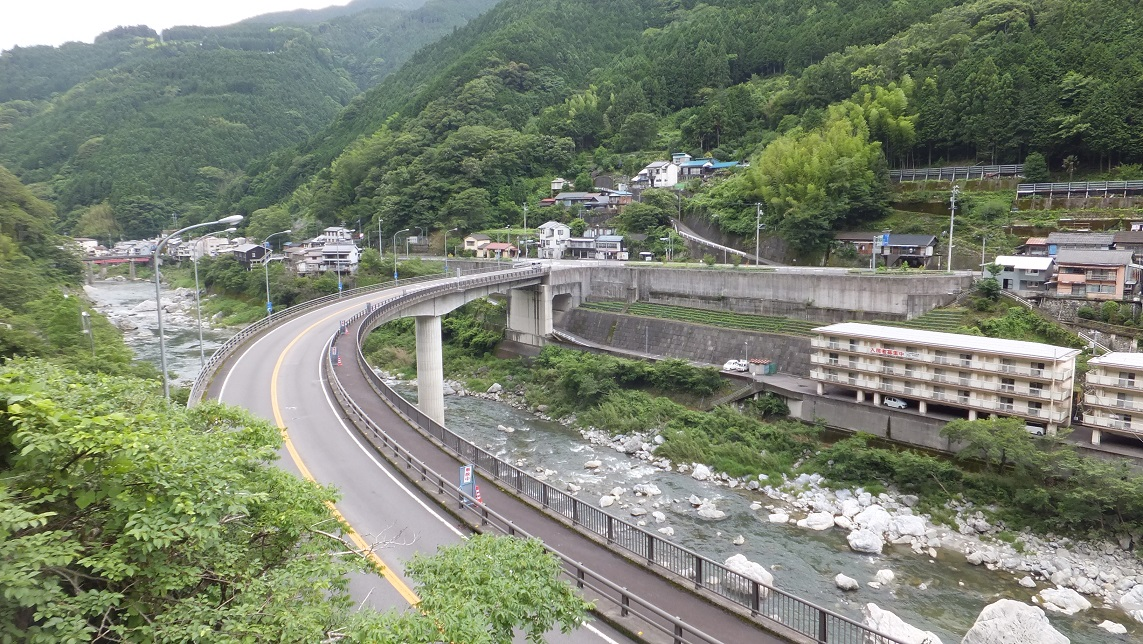
落出バイパス（国道33号との交点付近）

落出バイパス
- 延長3.7 km
- 構造規格 第3種第4級
- 設計速度 50 km/h
- 車線数 2車線

トンネル2本
本村トンネル（1,110 m）、落出トンネル（1,005 m）
橋3本
柳谷大橋（233 m）、矢淵大橋（252 m）、栃谷橋（80 m）
地芳道路
愛媛県久万高原町西谷と高知県檮原町下本村との区間において、愛媛・高知両県に代わり権限代行直轄事業として国土交通省松山河川国道事務所と中村河川国道事務所によって行われた。この地芳道路の開通によって区間の距離は従来の23.1 kmから約3分の1の8.9 kmとなり、所要時間は従来の旧道より約34分の短縮が見込まれている。災害にも強く、それまでは冬季の凍結・積雪により年間50日以上も通行止めとなっていたが、道路標高が約400 m低い地芳道路はその心配は無く、大雨等異常気象による事前通行規制についても大幅に減少された。医療面での効果も期待されており、これまで久万高原町西谷地区では最寄の二次医療施設である久万高原町立病院までの所要時間は48分かかっていたが、地芳道路開通後に梼原町の梼原町立国保梼原病院を利用すれば、22分で行くことが可能としている。
総事業費466億円規模で工事が進められてきたが、石灰岩の帯水層を貫くことから湧水がみられ、愛媛県側の掘削工事が工事が遅延し、事業費もかさんでいた。2008年に行った交通量予測で開通後の交通量は1日1,000台程度しか見込まれないことが判明し、道路建設の事業費と道路開通でもたらされる便益の比（費用対効果、コストパフォーマンス）が0.5に落ち込むことから、国土交通省は2009年3月31日、全国17の路線とともに凍結を決定した。
その後、地元を中心に事業再開を求める動きが展開されたことを受けて、工法の見直しによるコスト抑制にも限界があり費用対効果の改善は見込み薄であったものの、すでに工事がかなり進捗していたことと、防災・医療などの効果が期待されることなどから、2009年6月の事業評価監視委員会にて継続が妥当との方向が示された。同年11月7日に地芳トンネルが開通。翌2010年11月13日に地芳道路全線が開通した。
- 延長8.9 km
- 構造規格 第3種第3級
- 設計速度 50 km/h
- 車線数 2車線
- 標準幅員 10.0 m

トンネル2本
地芳トンネル（2,990 m）、横野トンネル（215 m）
橋18本
古味橋（52.5 m）、古味第二橋（40.0 m）、古味高架橋（120.0 m）、西谷橋（135.0 m）、横野橋（113.5 m）、西谷高架橋（310.0 m）、サンコ谷川橋（68.0 m）、サンコ谷川第二橋（14.3 m）、鈴田川橋（17.0 m）、永野跨道橋（20.0 m）、永野川橋（59.0 m）、永野第二橋（324.5 m）、永野第三橋（59.0 m）、永野第四橋（51.5 m）、永野第五橋（58.0 m）、井の谷川橋（116.6 m）、井の谷川第二橋（105.5 m）、田野々橋（51.5 m）
柳谷拡幅
- 延長2.4 km
- 構造規格 第3種第4級
- 設計速度 50 km/h
- 車線数 2車線

トンネル1本
大成トンネル（518 m）
橋2本
大成橋（192 m）、新赤子橋（115 m）
梼原町拡幅
- 延長0.8 km
- 構造規格 第3種第4級
- 設計速度 50 km/h
- 車線数 2車線

### 重複区間
- 国道317号（愛媛県松山市二番町4丁目・松山市役所前交差点（起点） - 松山市勝山町1丁目・勝山交差点）
- 国道11号・国道494号（愛媛県松山市二番町4丁目・松山市役所前交差点（起点） - 松山市小坂5丁目・小坂交差点）
- 国道379号（愛媛県松山市二番町4丁目・松山市役所前交差点（起点） - 伊予郡砥部町千足）
- 国道33号（愛媛県松山市二番町4丁目・松山市役所前交差点（起点） - 松山市久谷町）
- 国道33号（愛媛県上浮穴郡久万高原町東明神 - 上浮穴郡久万高原町柳井川・柳谷大橋交差点[18]）

### 道路施設

#### 橋梁
- 愛媛県
  - 永木橋（石手川、松山市、国道11号重複区間内）
  - 天山橋（小野川、松山市、国道33号重複区間内）
  - 乙井橋（内川、松山市、国道33号重複区間内）
  - 重信大橋（重信川、松山市 - 伊予郡砥部町、国道33号重複区間内）
  - 砥部川橋（砥部川、伊予郡砥部町、国道33号重複区間内）
  - 美川大橋（久万川、上浮穴郡久万高原町、国道33号重複区間内）
  - 柳谷大橋（面河川、上浮穴郡久万高原町）
  - 西谷高架橋（上浮穴郡久万高原町）

#### トンネル
- 愛媛県
  - 塩ケ森トンネル：延長142 m、1964年（昭和39年）竣工、伊予郡砥部町 - 松山市[19]（国道33号重複区間内）
  - 三坂トンネル：延長51 m、1963年（昭和38年）竣工、松山市）
  - 落合トンネル：延長98 m、1964年（昭和39年）竣工、上浮穴郡久万高原町（国道33号重複区間内）
  - 矢淵トンネル：延長280 m、1993年（平成5年）竣工、上浮穴郡久万高原町（国道33号重複区間内）
  - 落出トンネル：延長1,005 m、2002年（平成14年）竣工、上浮穴郡久万高原町）
  - 本村トンネル：延長1,110 m、1998年（平成10年）竣工、上浮穴郡久万高原町）
  - 大成トンネル：延長518 m、2006年（平成18年）竣工、上浮穴郡久万高原町）
  - 横野トンネル：延長215 m、2005年（平成17年）竣工、上浮穴郡久万高原町）
  - 地芳トンネル：延長2,984 m、2010年（平成22年）竣工、上浮穴郡久万高原町 - 高知県高岡郡檮原町
- 高知県
  - 子安トンネル：延長97 m、1996年（平成8年）竣工、高岡郡檮原町
  - 芹川トンネル：延長230 m、1994年（平成6年）竣工、高岡郡檮原町
  - 大蔵谷トンネル：延長242 m、1993年（平成5年）竣工、高岡郡檮原町

#### 道の駅
- 愛媛県
  - 天空の郷さんさん（上浮穴郡久万高原町、国道33号重複区間内）
  - みかわ（上浮穴郡久万高原町、国道33号重複区間内）

### 事前通行規制区間
すべての区間で降水量が250 mm以上で通行止。
| 区間 | 備考                           |
| --- | ------------------------------ |
| 愛媛県伊予郡砥部町千足 - 愛媛県松山市久谷町                                                                       | ここまでが国道33号との重複区間 |
| 愛媛県上浮穴郡久万高原町中黒岩 - 愛媛県上浮穴郡久万高原町柳井川                                                   |                                |
| 愛媛県上浮穴郡久万高原町西谷中久保（愛媛県道36号野村柳谷線との分岐） - 愛媛県上浮穴郡久万高原町西谷地芳峠（県境） | 冬季閉鎖で通行止になる。       |
| 高知県高岡郡梼原町地芳峠（県境） - 高知県高岡郡檮原町永野                                                         | 積雪量25 cm以上より通行止。    |

## 地理

### 通過する自治体
- 愛媛県
  - 松山市 - 伊予郡砥部町 - 松山市 - 伊予郡砥部町 - 上浮穴郡久万高原町
- 高知県
  - 高岡郡檮原町

### 交差する道路
| 交差する道路 | 都道府県名 | 市町村名 | 市町村名   | 交差する場所 | 交差する場所          |
| --- | ---------- | -------- | ---------- | ------------ | --------------------- |
| 国道11号 重複区間起点 国道33号 重複区間起点 国道56号 国道317号 重複区間起点 国道379号 重複区間起点 国道494号 重複区間起点 | 愛媛県     | 松山市   | 松山市     | 二番町4丁目  | 市役所前交差点 / 起点 |
| 国道317号 重複区間終点 愛媛県道20号松山北条線                                                                             | 愛媛県     | 松山市   | 松山市     | 勝山町1丁目  | 勝山交差点            |
| 国道11号 重複区間終点 国道494号 重複区間終点                                                                              | 愛媛県     | 松山市   | 松山市     | 小坂5丁目    | 小坂交差点            |
| 愛媛県道190号久米垣生線                                                                                                   | 愛媛県     | 松山市   | 松山市     | 越智3丁目    | 椿神社入口交差点      |
| 国道33号 / 松山外環状道路                                                                                                 | 愛媛県     | 松山市   | 松山市     | 北井門2丁目  | 井門IC                |
| 愛媛県道193号森松重信線                                                                                                   | 愛媛県     | 松山市   | 松山市     | 森松町       | 森松交差点            |
| 愛媛県道23号伊予川内線 | 愛媛県     | 伊予郡   | 砥部町     | 拾町         | 拾町交差点            |
| 国道379号 重複区間終点 | 愛媛県     | 伊予郡   | 砥部町     | 千足         |                       |
| 国道33号 重複区間終点 | 愛媛県     | 松山市   | 松山市     | 久谷町       |                       |
| 国道33号 重複区間起点 | 愛媛県     | 上浮穴郡 | 久万高原町 | 東明神       |                       |
| 愛媛県道12号西条久万線 | 愛媛県     | 上浮穴郡 | 久万高原町 | 久万         | 久万中学校前交差点    |
| 愛媛県道153号落合久万線                                                                                                   | 愛媛県     | 上浮穴郡 | 久万高原町 | 下野尻       |                       |
| 国道380号 | 愛媛県     | 上浮穴郡 | 久万高原町 | 露峰         | 落合交差点            |
| 愛媛県道211号美川小田線                                                                                                   | 愛媛県     | 上浮穴郡 | 久万高原町 | 大川         | 梨ノ下交差点          |
| 愛媛県道209号美川松山線                                                                                                   | 愛媛県     | 上浮穴郡 | 久万高原町 | 有枝         |                       |
| 愛媛県道212号東川上黒岩線                                                                                                 | 愛媛県     | 上浮穴郡 | 久万高原町 | 上黒岩       | 御三戸交差点          |
| 愛媛県道328号柳谷美川線                                                                                                   | 愛媛県     | 上浮穴郡 | 久万高原町 | 中黒岩       |                       |
| 愛媛県道210号美川川内線                                                                                                   | 愛媛県     | 上浮穴郡 | 久万高原町 | 日野浦       |                       |
| 国道33号 重複区間終点 | 愛媛県     | 上浮穴郡 | 久万高原町 | 柳井川       | 柳谷大橋交差点        |
| 愛媛県道328号柳谷美川線                                                                                                   | 愛媛県     | 上浮穴郡 | 久万高原町 | 西谷         |                       |
| 愛媛県道52号小田柳谷線 | 愛媛県     | 上浮穴郡 | 久万高原町 | 西谷         |                       |
| 愛媛県道303号猪伏西谷線                                                                                                   | 愛媛県     | 上浮穴郡 | 久万高原町 | 西谷         |                       |
| 愛媛県道36号野村柳谷線 | 愛媛県     | 上浮穴郡 | 久万高原町 | 西谷         |                       |
| 愛媛県道・高知県道383号四国カルスト公園縦断線                                                                             | 愛媛県     | 上浮穴郡 | 久万高原町 | 西谷         | [ 注釈 5 ]            |
| 高知県道304号上郷梼原線                                                                                                   | 高知県     | 高岡郡   | 檮原町     | 下本村       |                       |
| 国道197号 | 高知県     | 高岡郡   | 檮原町     | 梼原         | 終点                  |

### 交差する鉄道
- 伊予鉄道横河原線

### 峠
- 愛媛県
  - 三坂峠（松山市 - 上浮穴郡久万高原町）
  - 地芳峠（上浮穴郡久万高原町 - 高知県高岡郡檮原町）